# Котяча акула
Котяча акула (Scyliorhinus) — рід акул родини Котячі акули ряду Кархариноподібні. Має 18 видів.

## Опис
Загальна довжина представників цього роду коливається від 32 до 170 см. У значній частині видів спостерігається статевий диморфізм: самці більше за самиць. Ці акули типові для родини котячі акули. Голова коротка, відносно широка, трохи сплощена зверху, ю у деяких видів — клиноподібна. Морда округла. Очі великі, мигдалеподібні або вальні, з мигальною перетинкою. За ними розташовані невеличкі бризкальця. Ніздрі з невеличкими носовими клапанами. Губна борозна коротка, є лише на нижній губі, або зовсім відсутні. Рот помірного розміру, зігнутий чи дугоподібний. Зуби дуже маленькі, з 3 верхівками, з яких центральна є високою та гострою, бокові — крихітні. У них 5 пар зябрових щілин, дві останні пари розташовані над грудними плавцями. Тулуб стрункий. Луска тверда, велика. Шкіра груба, товста. Грудні плавці широкі, з округлими кінчиками. Мають 2 спинних плавця, з яких передній більше за задній. Анальний плавець широкий, низький.  Хвостовий плавець, короткий (іноді довгий), вузький, гетероцеркальний.
Забарвлення спини білувате, коричневе з різними відтінками, жовтувате, сіре, червонувате. По спині, боках та плавцях розкидані темні або світлі плями, у багатьох видів — темні сідлоподібні плями. Черево світліше за спину та боки.

## Спосіб життя
Тримаються на глибинах від 20 до 750 м, на континентальному шельфі та континентальному схилі. Воліють до мулистих, скелястих, кам'янистих ґрунтів. Активні вночі. Полює біля дна, є бентофагом. Живиться ракоподібними, молюсками, дрібною костистою рибою, морськими черв'яками (переважно поліхетами)
Це яйцекладні акули. Самиці відкладають від 2 до 20 яєць.
Не є об'єктом промислового вилову. Часто ловляться для тримання в акваріумах та океанаріумах, оскільки добре пристосовується до неволі.

## Розповсюдження
Мешкають в Атлантичному океані: від Північної Кароліни (США) до Уругваю, у Карибському басейні, від південних берегів Скандинавії до південної Африки (також в Середземному, Адріатичному, Егейському та Мармуровому морях), в Індійському океані: біля Коморських островів; Тихому океані: біля Філіппін, Індонезії, Китаю, Тайваню, Корейського півострова, Японії.
Навесні 2025 року вчені вперше, з використанням спеціальних камер, зняли на відео живу строкату пуголовчасту акулу (Cephaloscyllium pictum), яка є представником сімейства котячих акул. Камерам вдалося зафіксувати котячу акулу в Тихому океані на глибині 536 і 570 м, яка спокійно плавала у своєму звичному середовищі існування біля узбережжя Східного Тимору в Південно-Східній Азії.

## Види
- Scyliorhinus besnardi  Springer & Sadowsky, 1970
- Scyliorhinus boa  Goode & Bean, 1896

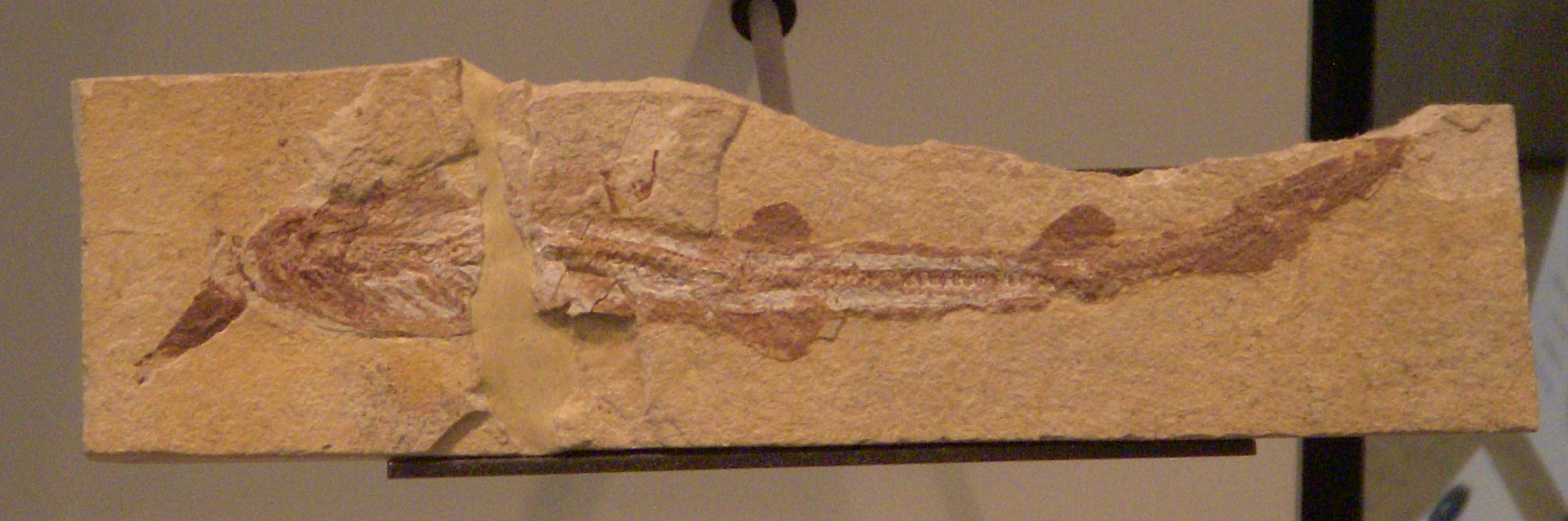
Скам'янілість викопного виду Scyliorhinus elongatus (AMNH 13983)

- Scyliorhinus cabofriensis K. D. A. Soares, U. L. Gomes & M. R. de Carvalho, 2016[2]
- Scyliorhinus canicula  (Linnaeus, 1758)
- Scyliorhinus capensis  (Müller & Henle, 1838)
- Scyliorhinus cervigoni  Maurin & Bonnet, 1970
- Scyliorhinus comoroensis  Compagno, 1988
- Scyliorhinus garmani  (Fowler, 1934)
- Scyliorhinus hachijoensis (Ito, Fujii, Nohara & Tanaka, 2022)
- Scyliorhinus haeckelii  (Miranda-Ribeiro, 1907)
- Scyliorhinus hesperius  Springer, 1966
- Scyliorhinus meadi  Springer, 1966
- Scyliorhinus retifer  (Garman, 1881)
- Scyliorhinus stellaris  (Linnaeus, 1758)
- Scyliorhinus tokubee  Shirai, Hagiwara & Nakaya, 1992
- Scyliorhinus torazame  (Tanaka, 1908)
- Scyliorhinus torrei  Howell-Rivero, 1936
- Scyliorhinus ugoi  Soares, Gadig & Gomes, 2015